# Пак Хо Сун
Пак Хо Сун (род. 8 ноября 1967) — корейско-американский киноактёр, мастер боевых искусств, хореограф боевых сцен, сценарист и продюсер.

## Жизнь и карьера
Пак, американский кореец, родился в Чикаго, штат Иллинойс. Известен тем, что для первой игры культовой серии Mortal Kombat сыграл протагониста Лю Кана, а также главного его соперника — злодея Шан Цзуна, роль Лю Кана он исполнил и для второй части игры. Также работал постановщиком трюков и дублёром актёра, игравшего Рафаэля на съёмках фильма Черепашки-ниндзя II: Секрет канистры; позднее вновь выступил дублёром на съёмках Черепашки-ниндзя III.
В 1995 году, он и другие актёры Мortal Kombat (Дэниел Пезина, Каталин Замьяр, и доктор Филипп Ан) появились в файтинге Thea Realm Fighters, разработанном эксклюзивно для Atari Jaguar, но игра так и не добралась до релиза, поскольку Atari прекратило производство игровых приставок, покинув этот сегмент рынка.
В 2002 году Пак Хо Сун сыграл главную роль в боевике Book of Swords. В этом фильме он сыграл Лэнга, азиатского полицейского, ставшего свидетелем смерти своего брата во время провала операции против наркоторговцев, и покинувшего город, чтобы через три года вернуться ради мести. В фильме также снимались актёры из состава MK: Дэниэл Пезина, Каталин Замьяр и Ричард Дивизио. Как отсылка к роли Лю Кана, — появление Пака в финале фильма с красной повязкой на голове, в то время как трое других актёров в течение всего фильма также похожи одеждой и ролями на своих персонажей из MK
В 2004 году Пак снялся в боевике Lesser of Three Evils, поставленном Уэйном А. Кеннеди, с Роджером Гуэнвёром Смитом Питером Грином, Розой Блази и Шерилин Фенн в других главных ролях. Фильм был спродюсирован Пак Хо Сун, Уэйном А. Кеннеди и Мэтью Чоссе. Он был выпущен в 2009 году под названием Fist of the Warrior.
В телешоу WMAC Masters, прозвищем Пак Хо Суна было «Superstar», что является переводом его корейского имени. В том же шоу принял участие его старший брат, Ху Янг Пак («Star Warrior»), а также актёры Крис Касамасса («Red Dragon»), сыгравший Скорпиона в фильме Mortal Kombat, и Хаким Олстон («The Machine»), сыгравший в том же фильме монаха-бойца.

## Фильмография
| Год     | Фильм                                | Роль                                                            | Примечания                    |
| ------- | ------------------------------------ | --------------------------------------------------------------- | ----------------------------- |
| 1991    | Черепашки-ниндзя II: Секрет канистры | Дублёр: Рафаэль / Постановщик трюков                            |                               |
| 1992    | Mortal Kombat                        | Лю Кан / Шан Цзун                                               | Видеоигра                     |
| 1993    | Mortal Kombat II                     | Лю Кан                                                          | Видеоигра                     |
| 1993    | Черепашки-ниндзя III                 | Дублёр: Рафаэль                                                 |                               |
| 1994    | Пьяный мастер 2                      | Генри                                                           |                               |
| 1994    | Common Enemy                         |                                                                 | Короткометражный / не выпущен |
| 1995    | Thea Realm Fighters                  | Принц Пак / Консультант боевых сцен                             | (игра / не выпущена)          |
| 1995-96 | WMAC Masters                         | Суперзвезда / В роли себя / Трюки                               |                               |
| 1999    | Ангел                                | Трюки                                                           |                               |
| 2000    | Epoch of Lotus                       | Мортис / Хореография экшен-сцен                                 | Короткометражный              |
| 2001    | Madonna: Drowned World Tour 2001     | Хореография                                                     | Документальный                |
| 2001    | Alias                                | Трюки                                                           |                               |
| 2003    | Batman: Dark Tomorrow                | Команда видео-захвата                                           | Видеоигра                     |
| 2004    | Fight Club — video game              | Хореография боевых сцен                                         |                               |
| 2004    | Torque                               | Трюки                                                           |                               |
| 2005    | Красавцы                             | Дублёр гангстера                                                | эпизод: Chinatown             |
| 2005    | Бладрейн                             | Охранник Вампира Кагана #4                                      |                               |
| 2005    | Один в темноте                       | Агент Марко                                                     |                               |
| 2006    | Заражение: Вирус смерти              | Superstar Merc / Постановщик трюков                             |                               |
| 2006    | 18 Fingers of Death!                 | Молодой Буфорд                                                  |                               |
| 2007    | Fist of the Warrior                  | Ли Чо / Хореография поединков / Сценарист / Продюсер / Монтажёр |                               |
| 2007    | Книга мечей                          | Lang / Fight choreographer / Writer / Producer                  |                               |
| 2008    | I Am Somebody: No Chance in Hell     | Понг                                                            |                               |
| 2010    | Повелитель стихий                    | Боевые трюки                                                    |                               |
| 2010    | Game of Death                        | Агент #2 / Big mental                                           |                               |
| 2011    | Власть закона                        | Трюки                                                           |                               |
| 2011    | Роковые красотки                     | Суперзвезда-убийца / Призрак / Хореография боёв                 | 6 эпизодов                    |
| 2011    | Трансформеры 3: Тёмная сторона Луны  | Трюки                                                           |                               |
| 2011    | Убойное Рождество Гарольда и Кумара  | Дублёр: Джон Чо                                                 |                               |
| 2012    | Вампирши                             | Трюки                                                           |                               |
| 2012    | Любовь и честь                       | Трюки                                                           |                               |
| 2012    | Jinn                                 | Трюки                                                           |                               |
| 2012    | Неуловимые                           | Трюки (солдат)                                                  |                               |
| 2012    | The Citizen                          | Работник мотеля                                                 |                               |
| 2012    | Legend of the Red Reaper             | Специальная благодарность                                       |                               |
| 2012    | You Can’t Kill Stephen King          | Специальная благодарность                                       |                               |
| 2013    | BodyWeapon: The Black Ryu            |                                                                 |                               |
| 2014    | Принц                                | Клерк в отеле                                                   | В титрах не указан            |
| 2015    | Тайна в их глазах                    | Продавец                                                        |                               |